# 一色由比
一色 由比（いっしき ゆい）は、日本のゲームミュージック女性ソングライター、編曲家。

## 概要
アダルトゲームブランドであるアイルの音楽担当であり、同社作品のほとんどの楽曲を手掛けている。
以前は岐阜のスタジオで活動していたが、現在は東京に移ったようである。『凌母 -Maternity Insult-』をもってアイルを退社した。
また、『真・瑠璃色の雪』の発売以降はI'veと親交があり、アイル退社後はI'veと共同で楽曲制作を行うなどその関係は深い。

## 作品リスト
- スカーミッシュ
- デュアルソウル
- 淫魔制服狩り
- 魔女狩りの夜に
- 瑠璃色の雪(1997/03/07)
- デュアル・ソウル Windows版
- 魔女狩りの夜に Windows版
- 凌辱 ～好きですか?～ (1998/06/26)
- 脅迫 ～終わらない明日～ (1998/12/17)
- M.E.M. 〜汚された純潔〜 (1999/08/26)
- 真・瑠璃色の雪〜ふりむけば隣に〜 (2000/04/14)
- 脅迫～終わらない明日～（実写版）(2000/07/21)
- Once more Again (2000/08/11)
- 桜のしずく (2001/03/16)
- 魔女狩りの夜にDVG DVDPG (2001/07/27)
- もっとしてしておねーさん (2001/08/17)
- birdie ～ぼくらの恋愛心理学～ 女性向 (2001/10/26)
- ボンデージ・ゲーム ～深窓の隷嬢達～ (2002/01/25)
- エルフィーナ ～淫夜へと売られた王国で～ (2002/05/03)
- カフェ・リンドバーグ ～ぼくらの恋愛心理学2～ 女性向 (2002/08/09)
- クリスマス★プレゼント (2003/12/05)
- ナース肉体改造カルテ ～変態娼肉奴隷開発病棟～(2004/04/02)
- JACKIN －ジャックイン－ 女性向(2005/11/18)
- ひとつや物語 女性向(2005/11/18)
- ディープ・ボディ ～変態淫具奴隷調教遊戯～(2006/04/28)
- 凌母 -Maternity Insult- (2007/04/13)
- 幻影棟(2008/02/04)
- FUTA・ANE ～ふたあね～ bitter & sweet(2010/4/30)
- もっと 姉、ちゃんとしようよっ!(2011/06/24)
- 勇者30 SECOND※一部作曲(2011/08/04)
- DOG DAYS
- 七つのふしぎの終わるとき